# Peltosynidae
Peltosynidae (лат.) — ископаемое семейство жуков из подотряда Polyphaga. Обнаружены в отложениях триасового периода (Кыргызстан, карнийский ярус, возраст около 230 млн лет). 3 рода.

## Описание
Среднего размера жуки, длина тела около 1 см (имеют размер от 6 до 15 мм). Peltosynidae характеризуются крупной поперечной прогнатической головой, длинными сильно развитыми мандибулами (равны половине длины головы), коротким простернумом с узким сравнительно коротким простернальным выступом, бороздчатыми надкрыльями, коротким метакатепистернумом, поперечными тазиками, коротким брюшком с пятью вентритами. Крупная поперечная голова признана потенциальной аутапоморфией. Сильно развитые мандибулы и грубая скульптура тела напоминает сходные черты, обнаруженные у подотряда Archostemata. Это может говорить о том, что эти жуки были ксилофагами.

## Систематика
3 рода и 4 вида. Первый вид этого семейства был открыт советским и российским палеоэнтомологом Александром Георгиевичем Пономаренко в 1977 году (Peltosyne triassica Ponomarenko, 1977). Отдельное семейство Peltosynidae было выделено в 2017 году при описании двух новых родов. Peltosynidae не отнесены ни к одному из семи современных инфраотрядов из подотряда Polyphaga. Наличие среднегрудного поперечного катэпистернального киля у Peltosyne представляется плезиоморфной чертой, отличающей новое семейство от всех других групп подотряда и указывающее на корневой положение Peltosynidae на филогенетическом древе подотряда Polyphaga.
- † Gnathopeltos Yan et al., 2017
  - † Gnathopeltos dixis Yan et al., 2017
- † Ofthalmopeltos Yan et al., 2017
  - † Ofthalmopeltos synkritos Yan et al., 2017
- † Peltosyne Ponomarenko, 1977
  - † Peltosyne triassica Ponomarenko, 1977
  - † Peltosyne varyvrosa Yan et al., 2017